# Ígor Talankin
Ígor Vassilievitx Talankin (rus: И́горь Васи́льевич Тала́нкин) (Bogorodsk, actualment Noguinsk, 3 d'octubre de 1927 - Moscou, 24 d'octubre de 2010) va ser un guionista i director de cinema rus i soviètic. La seva pel·lícula Seríoja (1960, codirigida amb Gueorgui Danélia) va guanyar el Globus de Cristall (el premi principal) al Festival Internacional de Cinema de Karlovy Vary, i Txaikovski (1969) fou nominada a l'Oscar a la millor pel·lícula de parla no anglesa.

## Trajectòria
Al seu naixement, els seus pares li van donar el primer nom d'Indústria, inspirat probablement en la ideologia dominant dels revolucionaris a Rússia el 1927, ja que com a França després de la Revolució francesa es va posar una llista de noms de plantes, verdures i flors al calendari republicà per substituir els noms de sants. Aquest primer nom no fou aprovat.
Va estudiar a l'Escola d'Arts Escèniques d'Aleksandr Glazunov, on es va llicenciar el 1950 i després va fer estudis de direcció a la classe de Maria Knebel i Aleksei Popov a l'Acadèmia de les Arts del Teatre de Rússia, (Gitis) fins al 1955. Va continuar els seus estudis als cursos superiors de guió i direcció als estudis Mosfilm. El 1958 va rodar a aquests estudis Seríoja basats en el llibre de Vera Panova, que va obtenir el primer premi al Festival Internacional de Cinema de Karlovy Vary el 1960. La seva següent pel·lícula Vstuplenie va guanyar el premi especial del Jurat al 24a Mostra Internacional de Cinema de Venècia el 1963. El 1964 va ingressar a la Universitat Panrussa de Gueràsimov Cinematografia (VGIK) com a professor. El 1969 va rodar la pel·lícula biogràfica amb Txaikovski i va continuar amb Víbor tseli, que és una biografia d'Ígor Kurtxàtov. El 1974 es va convertir en professor de realització de cine a la VGIK, on va tenir, entre d'altres, com a estudiants, Karen Txakhnazarov, Fíodor Bondartxuk, Pēteris Krilovs, Bakhtiar Khudojnazarov, Pavel Txukhrai, Tigran Keossaian, Ivan Okhlobistin, Mohamed Malas, Farkhot Abdullàiev. Segueix rodant principalment adaptacions d'obres literàries russes, com ara Otets Sergui de Lev Tolstoi, Zvezdopad de Víktor Astàfiev i Bessi de Fiòdor Dostoievski. El 1985, va rebre el títol honorífic d'Artista del Poble de l'URSS.
Va morir el 24 de juliol de 2010 a Moscou, i és enterrat al cementiri de Danilovskoie (districte de Donskoi).

## Filmografia
com a director
- 1960: Seríoja (Серёжа), codirigida amb Gueorgui Danielia
- 1962: Vstuplenie (Вступление)
- 1968: Dnevnie sviosdi (Дневные звёзды)
- 1969: Txaikovski (Чайковский)
- 1974: Víbor tseli (Выбор цели)
- 1978: Otets Sergui (Отец Сергий)
- 1981: Zvezdopad (Звездопад)
- 1984: Vremia otdukha s subboti do ponedelnika (Время отдыха с субботы до понедельника)
- 1988: Ossen, Txertanovo... (Осень, Чертаново…)
- 1992: Bessi (Бесы)
- 1999: Nezrimi putetxestvennik (Незримый путешественник)

com a guionista
- 1960: Seríoja (Серёжа),
- 1967: Materinskoie pòlie (Материнское поле) de Guennadi Bazarov
- 1968: Dnevnie sviosdi (Дневные звёзды)
- 1969: Txaikovski Чайковский
- 1974: Víbor tseli (Выбор цели)
- 1978: Otets Sergui (Отец Сергий)
- 1981: Zvezdopad (Звездопад)
- 1984: Vremia otdukha s subboti do ponedelnika (Время отдыха с субботы до понедельника)
- 1987: Na istxodie notstxi (На исходе ночи) de Rodion Nahapetov
- 1988: Ossen, Txertanovo... (Осень, Чертаново…)
- 1992: Bessi (Бесы)
- 1999: Nezrimi putetxestvennik (Незримый путешественник)

## Distincions
- 1960: Gran Premi al Festival Internacional de Cinema de Karlovy Vary per Serioja
- 1963: Premi especial del jurat a la Mostra de Venècia per Vstuplenie
- 1970: Txaikovski obté el premi a la millor interpretació masculina per Innokenti Smoktunovski al Festival de Sant Sebastià.[3]
- 1972: Txaikovski nominat a l'Oscar a la millor pel·lícula de parla no anglesa
- 1979: Otets Sergui obté el premi a la millor interpretació masculina per Serguei Bondartxuk al Festival de la Unió Soviètica
- 1981: Menció especial a la 38a Mostra Internacional de Cinema de Venècia per Zvezdopad.[4]